# QuickTime
QuickTime je již nevyvíjené multimediální prostředí vyvinuté společností Apple schopné práce s mnoha formáty digitálního obrazu, klipů, zvuku, textu, animace, hudby a několika typy interaktivních panoramatických obrazů (QuickTime VR). Termín QuickTime také často odkazuje na program QuickTime Player.

## Přehled
Technologie QuickTime sestává z následujících částí:
1. QuickTime Player – aplikace, která slouží jako multimediální přehrávač
2. QuickTime framework – prostředí, které poskytuje společnou množinu API funkcí pro kódování a dekódování zvuku a obrazu
3. MOV – formát souboru QuickTime Movie (otevřeně zdokumentovaný multimediální kontejner)

QuickTime byl integrován v operačním systému Mac OS X i v předchozích verzích Mac OS, kde tvoří jádro multimediálního přehrávače. V operačních systémech Windows byl volitelnou součástí, avšak některé aplikace jej vyžadovaly.
Software development kity (tzv. SDK) pro QuickTime byly k dispozici veřejně po registraci na Apple Developer Connection (ADC).
QuickTime X funguje s technologií AV Foundation.

## Přehrávač QuickTime
Základní verze QuickTime přehrávače byla poskytována zdarma. Placená vylepšená verze Pro obsahovala doplňující vlastnosti:
- podpora formátu H.264
- vytváření filmů pro existující programy iPhone, iPod a Apple TV
- ukládání přehrávaného audia a videa
- vylepšené ovládání celoobrazovkového režimu přehrávání videa

Výše uvedené vlastnosti může uživatel využívat i bez zakoupení verze QuickTime Pro pomocí jiných (i freeware) přehrávačů, avšak základní verze QuickTime musí být nainstalována. iTunes je volitelnou součástí instalace, která umožňuje nakupování muziky, filmů a dalšího multimediálních produktů.

## Formát souboru QuickTime Movie
Formát souboru QuickTime (přípona .mov) funguje jako multimediální kontejner, který obsahuje jednu nebo více datových stop. Každá stopa ukládá jeden typ dat: zvuk, video, efekty či text (pro zobrazení titulků). Každá stopa také obsahuje digitálně zakódovaný mediální tok (zakódován pomocí specifického kodeku) nebo datové odkazy na jinou datovou stopu, umístěnou v jiném souboru. Datové stopy jsou hierarchicky uspořádány v datových strukturách, nazývaných atomy. Atom může být rodičem ostatních atomů nebo může obsahovat data, popřípadě je editovat. Nikdy nemůže mít více funkcí najednou.

## Historie

### QuickTime 1.x
První verze QuickTime položila základní architekturu, která se používá v podstatě dodnes, včetně vícenásobných filmových stop, rozšířitelné mediální podpoře, otevřeného formátu souborů a doplňku editačních funkcí. Zahrnuje originální video kodek.

### QuickTime 2.x
Apple vydalo QuickTime 2.0 pro Mac OS v únoru 1994 – je to jediná verze, která byla zpoplatněná. Do této verze byla přidána podpora hudebních souborů, obsahující vybavení pro MIDI data a ovládání zvukového syntetizátoru, které je zabudované přímo v programu.
- QuickTime 2.0 pro Windows byl vydán v listopadu 1994
- další verze, 2.1 a 2.5, se vrátila k předchozímu modelu a QuickTime byl opět ke stažení zdarma. Byla vylepšena hudební podpora

### QuickTime 3.x
QuickTime 3.0 pro Mac OS byl vydán 30. března 1998. Od této verze byl zaveden nový standard při poskytování tohoto softwaru. Základní balíček je poskytován zdarma, ale rozšíření jsou dostupná až po koupení licence v podobě licenčního klíče.
- byla přidána podpora pro grafické operace, umožňující prohlížení obrázků ve formátech GIF, JPEG, TIFF a další
- dále podpora exportu videa, nyní možnost exportu přes rozhraní FireWire

### QuickTime 4.x
Verze 4.0 byla vydána 8. června 1999 zároveň pro Mac OS i Windows (95, 98, NT). Byly představeny funkce, které v současné době považujeme za samozřejmé, jako např. přehrávání MP3 souborů. V této verzi se poprvé objevuje možnost streamovaného videa.

### QuickTime 5.x
QuickTime verze 5 byl vydán v dubnu 2001. Tato verze byla poslední, která vykazovala lepší kompatibilitu pod operačním systémem Mac OS 9 než pod Mac OS X. Nově podporuje přehrávání Flash 4 animací a pro operační systém Windows byla přidána podpora přehrávání MPEG-1.

### QuickTime 6.x
Verze 6.0 byla vydána 22. července 2002.
- podpora Flash 5, JPEG 2000
- přehrávání MPEG-2
- od verze 6.2 podpora 3GPP, včetně 3G text, video a audio (kodeky AAC a AMR)
- podpora souborů formátu .3gp, .amr a .sdv

### QuickTime 7.x
QuickTime 7 vydán 29. dubna 2005.
- podpora operačních systémů Mac OS X, Windows 2000, XP
- od verze 7.2, vydané 11. července 2007 podporuje také Windows Vista  ukončuje podporu Windows 2000
- aktuální verze je 7.6.2. Pro správnou funkci vyžaduje procesor podporující SSE

QuickTime X 10.x je aktuální verze a běží pouze pod systémem macOS.

## Výhody multimediálních kontejnerů
MOV a MP4 multimediální kontejnery mohou používat stejný MPEG-4 kodek. Jsou velmi často zaměňováni s prostředím Quick Time, které jako jediné může přehrát multimediální kontejner MOV. Nicméně MP4, jakožto mezinárodní standard, má více podpůrných prostředků. Speciálně v oblasti hardware: např. Sony PSP a většina DVD přehrávačů (nové generace DVD přehrávačů již podporuje také multimediální kontejner typu AVI). Z oblasti software většina balíčků kodeků pro Windows (Microsoft DirectShow) zahrnují podporu MP4, avšak nikoli podporu MOV.
Quick Time umožňuje převod do MP4, který nijak neovlivňuje kvalitu zvukových či video datových proudů. Novinkou u Quick Time 7 je podpora vícekanálového zvuku, který ale převodem na MP4 není možné zachovat – MP4 podporuje pouze stereo zvuk.